# Benno Dukor
Benno Slotopolsky-Dukor (ur. 13 stycznia 1897 w Jekaterynosławiu, zm. 1980 w Bazylei) – szwajcarski lekarz psychiatra rosyjskiego pochodzenia. Do lat 30. publikował jako Benno Slotopolsky, około 1934 jako Slotopolsky-Dukor, po 1934 wszystkie prace podpisywał jako Benno Dukor.

## Życiorys
Urodził się w Jekaterynosławiu (według części źródeł w Kijowie lub Kłajpedzie). Syn kupca Izaaka i Sophie Eisenstadt. Uczęszczał do gimnazjum w Królewcu. Od 1914 roku przebywał w Szwajcarii. Studiował matematykę i medycynę w Berlinie, Zurychu i Bazylei. Studia matematyczne ukończył w Zurychu w 1920 roku z tytułem doktora filozofii, w 1929 w Bazylei ukończył studia medyczne z tytułem doktora nauk medycznych. Przez pewien czas pracował w Instytucie Anatomicznym w Zurychu. Od 1930 do 1970 związany z Kliniką Psychiatrii Uniwersytetu w Bazylei, gdzie współpracował m.in. z Johnem E. Staehelinem. Specjalizował się w psychiatrii sądowej. Został Privatdozentem w 1937. W 1947 roku został profesorem nadzwyczajnym. W 1969 otrzymał od Uniwersytetu w Bazylei tytuł doktora prawa honoris causa. Zmarł w 1980 roku.
Należał do Towarzystwa Medycznego w Bazylei, Szwajcarskiego Towarzystwa Psychiatrycznego, Szwajcarskiego Towarzystwa Kryminologicznego, Szwajcarskiego Towarzystwa Prawa Karnego.

## Dorobek naukowy
Jego dysertacja doktorska dotyczyła zagadnienia regeneracji ogona u jaszczurek. Później interesował się m.in. tematyką wpływu promieni rentgenowskich na jądra, chirurgicznego leczenia zaburzeń płciowych, transwestytyzmu, leczenia schizofrenii insuliną.

## Wybrane prace
- Die Begriffe der Cytometagenesis und der geschlechtlichen Fortpflanzung und ihre Anwendung in der Biologie. Biologisches Zentralblatt 37, s. 277–282 (1917)
- Ueber den logischen Charakter der medizinischen Diagnose. „Deutsche Medizinische Wochenschrift”. 45 (36), s. 997–998, 1919. DOI: 10.1055/s-0028-1137996.
- Zur Diskussion über die potentielle Unsterblichkeit der Einzelligen und über den Ursprung des Todes. Zoologischer Anzeiger 51 (3), s. 63–71 (1920) Fortsetzung. Zoologischer Anzeiger 51 (4/5), s. 81–91 (1920)
- Beiträge zur Kenntnis der Verstümmelungs- und Regenerationsvorgänge am Lacertilierschwanze. Zürich, 1921
- Omnipotenz des Epithels; Bemerkungen zur Definition und Einteilung der Gewebe. Anatomischer Anzeiger 54 (5), s. 65–72 (1921)
- Nachtrag zu der Arbeit über die Omnipotenz des Epithels usw. in Bd. 54, Nr. 5 dieser Zeitschrift. Anatomischer Anzeiger 54 (11) s. 239 (1921)
- Beiträge zur Kenntnis der Verstümmelungs- und Regenerationsvorgänge am Lacertilierschwanze. Zool. Jahrb. Abt. f. Anat. 43, s. 219–322, 3 pl. (1921/22)
- Weitere Untersuchungen über die Selbstverstümmelung der Eidechsen. Arch. f. d. ges. Physiol. 194, s. 123–134 (1922)
- Beiträge zur experimentellen Pathologie d. Hodens (1924)
- Bemerkungen über Entwicklung und Pathologie des Hodens (1924)
- Benno Slotopolsky, Hans Rudolf Schinz. Histologische Beobachtungen am menschlichen Hoden. Virchows Archiv 248 (1-2), s. 285–296 (1924)
- Über die Wirkung der Röntgenstrahlen auf den in der Entwicklung begriffenen Hoden (1924)
- Schinz HR, Slotopolsky B. Der Röntgenhoden. Ergebn. d. med. Strahlenforsch 1, s. 443–526 (1925)
- Hans R. Schinz, Benno Slotopolsky. Experimentelle und histologische Untersuchungen am Hoden. „Deutsche Zeitschrift für Chirurgie”. 188 (1–2), s. 76–100, 1924. DOI: 10.1007/BF02895383.
- Hans Schinz, Benno Slotopolsky, Grundsätzliches zur Steinach-Operation, „Deutsche Medizinische Wochenschrift”, 51 (14), 1925, s. 557–559, DOI: 10.1055/s-0028-1136628.
- Histologische Hodenbefunde bei Sexualverbrechern (1925)
- Sexualchirurgie. Zeitschrift für Sexualwissenschaft 12, s. 105; 143 (1925/26)
- Über Sexualoperationen, ihre Biologischen Grundlagen und ihre Praktischen Ergebnisse. „Klinische Wochenschrift”. 7 (15), s. 675–681, 1928. DOI: 10.1007/BF01733938.
- Über Sexualoperationen. Nachtrag zur gleichnamigen Arbeit in Jg. 7, Nr. 15, S. 675 dieser Wochenschrift (1928)
- Die Selbstverstümmelung der Eidechsen in ihren Beziehungen zum Nervensystem (1929)
- Untersuchungen über das Bellsche Phänomen und verwandte Probleme. „Zeitschrift für die gesamte Neurologie und Psychiatrie”. 125 (1), s. 252, 1930. DOI: 10.1007/BF02880278.
- Insulin bei nahrungverweigernden Geisteskranken (1931)
- Das Verhalten des Blutzuckers im Hunger. „Klinische Wochenschrift”. 11 (23), s. 984–988, 1932. DOI: 10.1007/BF01758243.
- Kastration einer Schizophrenen mit sexuellen Zwangstrieben und sexuellem Beeinflussungswahn. Der Nervenarzt 5 (11), s. 579 (1932)
- Beitrag zur Klinik der hysterischen Psychosen, insbesondere der hysterischen Pseudodemenz. Schweiz. Arch. Neur. Psychiat. 33, s. 128; 250 (1934)
- Der hysterische Formenkreis. Schweiz. med. Wschr. 64, s. 301; 325 (1934)
- Das schweizerische Eheverbot für Urteilsunfähige und Geisteskranke: Seine Theorie und Praxis für Aerzte, Juristen und Fürsorgebeamte. Zürich: Polygraphischer Verlag, 1939
- Ausgewählte, kritisch besprochene Beispiele zum Eherecht der Geisteskranken. s.n. 1940
- Die Lösung der Ehe wegen psychischer Störungen nach Schweizer Recht: Für Aerzte und Juristen. Zürich: [s.n.], 1941
- Probleme um den Transvestitismus. Schweizerische Medizinische Wochenschrift 81, s. 516–519 (1951)
- Forensische Psychiatrie für Gutachter. Bulletin des Eidgenössischen Gesundheitsamtes Nr B-4 (1953)
- Considérations sur la psychiatrie médico-légale à l’intention des experts. Bulletin des Eidgenössischen Gesundheitsamtes Beilage B, Nr. 2/1956 (4 VIII 1956)
- Bewusstsein und Bewusstseinsstörungen (Zu einem Buche von Wolfgang de Boor). Basler juristische Mitteilungen 267 (1967)
- Sühne, Sicherung und ärztliche Behandlung in der Strafrechtspflege. Schweizerische Zeitschrift für Strafrecht 85, s. 49 (1969)
- Kriminalpsychiatrie auf der Anklagebank. Basler juristische Mitteilungen 2, s. 73–87 (1973)